# Piper rurrenbaqueanum
Piper rurrenbaqueanum är en pepparväxtart som beskrevs av William Trelease. Piper rurrenbaqueanum ingår i släktet Piper och familjen pepparväxter. Inga underarter finns listade i Catalogue of Life.